# イースト・アフリカン航空720便オーバーラン事故
イースト・アフリカン航空720便オーバーラン事故は、1972年4月18日にエチオピアで発生した航空事故である。ジョモ・ケニヤッタ国際空港からロンドンへ向かっていたイースト・アフリカン航空720便（ビッカース VC-10-1154）が経由地のハイレ・セラシエ1世国際空港から離陸する際にタイヤが破裂した。パイロットは離陸中断を試みたが、滑走路をオーバーランし、炎上した。乗員乗客107人中43人が死亡した。この事故はVC-10で2番目に死者数が多い航空事故であり、イースト・アフリカン航空が起こした事故の中で死者数が最も多い事故である。なお、イースト・アフリカン航空はこの事故の5年後に破産した。

## 飛行の詳細

### 航空会社と事故機
イースト・アフリカン航空（EAAC）は、ケニアのナイロビに本拠地を置く航空会社だった。しかし、経営はケニアとタンザニア、ウガンダの3国により共同で行われていた。1965年、EAACはデ・ハビランド DH.106 コメット4に代わる国際線用の機材を探していた。候補として、アメリカ製のボーイング707とダグラス DC-8、イギリス製のビッカース VC-10が選ばれた。最終的にVC-10が選ばれ、1965年に事故機を含む3機を発注した。
事故機のビッカース VC-10-1154は1966年に製造され、同年9月にイースト・アフリカン航空に納入された。事故機はケニアで5X-UVAとして登録されたが、同時に発注された2機はそれぞれタンザニアとウガンダで登録された。
事故機の総飛行時間は18,586時間であった。また、この事故はVC-10として5件目の全損事故となった。

### 乗員
720便には11人の乗員が搭乗していた。うち4人がコックピットクルーで、7人が客室乗務員だった。
機長は42歳の男性だった。総飛行時間は8,769時間で、うち752時間が同型機によるものだった。また、1972年4月14日に行われた訓練では「非常に良い（Very Good）」と評価されていた。過去30日間では31時間の飛行を行っており、720便に乗務する前に26時間の休息をとっていた。
副操縦士は26歳の男性だった。総飛行時間は2,744時間で、うち670時間が同型機によるものだった。直近の訓練は1972年1月12日に行われており、過去30日間で62時間の飛行を行っていた。また、720便に乗務する前に4日と8時間の休息をとっていた。
ナビゲーターは45歳の男性だった。総飛行時間は20,653時間で、720便に乗務する前に7日の休息をとっていた。
航空機関士は34歳の男性だった。総飛行時間は3,577時間で、うち1,513時間が同型機によるものだった。また、1972年1月5日に行われていた訓練では、「非常に良い（Very Good）」と評価されていた。720便に乗務する前に5日と22時間の休息をとっていた。

## 事故の経緯
720便は現地時間6時55分にナイロビのジョモ・ケニヤッタ国際空港を離陸した。ナイロビからは121人の乗客と11人の乗員が搭乗していた。8時23分にアディスアベバのハイレ・セラシエ1世国際空港の滑走路07へ着陸した。アディスアベバでは一部の貨物と共に40人の乗客が降機し、15人の乗客が新たに搭乗した。乗員の数に変更は無かったため、搭乗者数は107人となった。燃料補給を行ったためタンクには50tの燃料が搭載されていた。
離陸前の点検で、航空機関士は左側の着陸装置から油圧オイルが漏れていることに気付いた。しかし、油圧装置の圧力に問題が無かったため、航空機関士は飛行を行っても差し支えないと判断した。
9時21分にエンジン始動の許可を得て、9時27分に滑走路07へのタキシングを開始した。9時32分、パイロットは滑走路上に多数の鳥の死骸があることを報告し、撤去を要請した。この要請を受けて、管制官は滑走路に消防車を派遣した。
9時38分に720便の離陸が許可され、パイロットは離陸を開始した。目撃者は機体が通常通りに滑走していたと証言したが、乗客のうち2人は比較的速度が遅かったと述べた。機体が120 - 135ノット (222 - 250 km/h)まで加速したとき、大きな音と共にノーズギアの右タイヤが破裂した。機体が激しく振動し始めたため、パイロットは離陸中断を試みた。パイロットが逆噴射装置を作動させた時点で機体は160ノット (300 km/h)まで加速していた。
離陸開始から76秒後、機体は68ノット (126 km/h)の速度で滑走路を飛び出した。720便は滑走路の先にある堤防に乗り上げ、僅かに浮遊した。機体は炎上しながら落下し、3つに分断された。
9時40分23秒、鳥の死骸を片付けるために出動していた消防車に事故の一報が入った。破損した燃料タンクから50tの燃料が漏れ出たため、機体は激しく炎上した。そのため、空港の消防隊のほか、市営の消防署からも応援が駆けつけた。救助された乗客のほとんどは機体から自力で脱出していた。事故により、4人のコックピットクルーを含む8人の乗員と35人の乗客が死亡した。

## 事故調査

### 滑走路上の調査
滑走路には720便が付けたブレーキ痕が残っていた。それによれば、最初のタイヤの破裂は滑走路端から2,159m地点で発生した。また、付近から4×8cmの金属板が発見された。事故機のタイヤの傷と照合した結果、金属板を踏んだためにタイヤが破裂したと判明した。さらに、この金属板はセスナ 185の着陸装置から落下したものだと推定された。このセスナは4時55分に滑走路07から離陸していた。金属板が小さなものだったため、滑走路上に落下していることに誰も気が付かなかった。

### 機体の調査
離陸前に、パイロットが算出した機体の離陸重量が誤っていたことが判明した。しかし、実際の離陸重量は
最大離陸重量の135,800kgは下回っていた。加えて、実際の重量との差が軽微だったことからこの事は事故に寄与しなかったと判断された。
計算によれば、720便は滑走路内で停止することが可能だった。エンジンは4基とも正常に動作しており、逆噴射装置も作動していた。そのため、調査官はブレーキに注目した。
8個のブレーキのうち、最大制動力の4,200万lbを出していたのは5つだけで、残りの3つははるかに低い制動力しか出していなかった。そのため、8つのブレーキ全体の制動力は最大制動力の70%ほどしか出ていなかった。最大制動力を発揮しなかった3つのブレーキのうちの1つの、前輪ブレーキは2,900万lbしか制動力が働かなかった。これは、ブレーキシステムの組み立てが不適切だったために発生した。一方、残り2つの後輪ブレーキは1,900万lb未満の制動力しか働かなかった。
調査官は1972年4月5日に左後輪ブレーキで油圧オイル漏れが起きていたことを発見した。そのため、事故機のアンチロック・ブレーキ・システム（ABS）の油圧オイルが交換されていた。ところが、交換の2日後にこのタイヤのホイールが破裂した。整備士はABSホイールの問題と考え、交換を行っていた。調査官が後輪ブレーキを調べたところ、サーボバルブが前後反対に取り付けられていたことが判明した。また、ゴム製のリングの取り付けも不適切に行われていた。

### 事故原因
調査委員会は事故原因としてブレーキシステムの不適切な組み立てを挙げた。これにより、ブレーキの制動力が大幅に減少した。パイロットは適切な離陸中止手順を踏んだが、制動力が減少していたため、機体は滑走路内で停止しなかった。